# Bancos Oceánicos del Caribe Hondureño Central
Los Bancos Oceánicos del Caribe Hondureño Central es un conjunto de bancos oceánicos que se encuentran en el mar caribe hondureño, frente al Departamento de Atlántida y entre Departamento de Islas de la Bahía. 

## Áreas de protección ambiental
Las áreas de protección ambiental cubren fracciones marinas de esta región, estas son:
- Refugio de Vida Silvestre Cuyamel
- Parque Nacional Jeannette Kawas
- Refugio de Vida Silvestre Bahía de Tela
- Parque Nacional Punta Izopo
- Monumento Natural Marino Cayos Cochinos
- Parque Nacional Marino Islas de la Bahía

## Historia
Fueran descubiertas por el imperio español. Fueron aprovechados por el imperio británico dado  que Departamento de Gracias a Dios era un territorio de las Indias Occidentales Británicas.